# Левин, Борис Ефимович
Борис Ефимович Ле́вин (род. 3 августа 1960 года, Константиновка, Сталинская область) — российский спортивный журналист, тренер по шахматам, педагог, редактор, телеведущий и сценарист, многолетний участник игр «Что? Где? Когда?» и «Брэйн ринг».

## Биография
Окончил школу в Горловке Донецкой области. После школы поступил на исторический факультет Донецкого государственного университета, после окончания которого работал учителем истории. Увлёкся спортивной версией игры «Что? Где? Когда?» в местном Дворце Пионеров, где изначально руководил шахматным клубом, среди воспитанников которого — гроссмейстеры экс-чемпион мира Руслан Пономарёв и Наталья Здебская. Был автором сценария и ведущим игровой передачи «Шоколадная сказка», несколько лет выходившей на Донецком областном телевидении.
В 2002 году переехал в Москву и работал сначала в журнале «Америка», затем в газете «Спорт-Экспресс» — сначала корреспондентом, потом обозревателем и заместителем главного редактора (с 2009 по 2015 год).

## Участие в интеллектуальных играх
Первую игру в элитарном клубе «Что? Где? Когда?» сыграл в мае 1994 года. С 1994 года и до настоящего времени — знаток клуба «Что? Где? Когда?». Многократно участвовал в разных играх, в том числе финальных. 6 декабря 1997 года Борис Левин был признан лучшим знатоком игры и получил «Малую Хрустальную сову». Значительно позже, уже став старожилом клуба, получил «Хрустальную сову» (осень 2014 года) и главный приз 2012 года — «Бриллиантовую сову». Из 42 лучших по рейтингу «Что? Где? Когда?» знатоков (то есть сыгравших 20 игр и более) занимает 8-е место, проведя 56 игр. По результативности игр уступает из лучших 47 знатоков только Фёдору Двинятину, Михаилу Дюбе, Валентине Голубевой и Николаю Силантьеву. Единственный член Клуба, выигравший «решающий раунд» дважды: в 2003 и 2017 годах.
В игре «Брэйн ринг» десятки раз выступал в качестве ключевого игрока команды концерна «Стирол» города Горловки, многократно становился в составе команды чемпионом месяца, побеждая самые сильные команды.
В начале 2000х годов вёл кружок «Что? Где? Когда?» для школьников в ДДТ города Горловки.
Трижды принимал участие в «Своей игре», но не одержал ни одной победы, закончив две игры с нулевым результатом, а в третьей выиграв 100 рублей. Принимал участие в телеигре «Кто хочет стать миллионером?» в паре с Леонидом Тимофеевым.